# Diócesis de Udaipur
La diócesis de Udaipur (en latín: Dioecesis Udaipurensis y en inglés: Roman Catholic Diocese of Udaipur) es una circunscripción eclesiástica de la Iglesia católica en India. Se trata de una diócesis latina, sufragánea de la arquidiócesis de Agra. Desde el 21 de diciembre de 2012 su obispo es Devprasad John Ganawa, de los Misioneros del Verbo Divino.

## Territorio y organización
La diócesis tiene 47 397 km² y extiende su jurisdicción sobre los fieles católicos de rito latino residentes en 6 distritos del estado de Rayastán: Udaipur, Rajsamand, Bhilwara, Chittorgarh, Dungarpur y Banswara; y en el estado de Madhya Pradesh el taluk de Thandla en el distrito de Jhabua.
La sede de la diócesis se encuentra en la ciudad de Udaipur, en donde se halla la Catedral de Nuestra Señora de Fátima.
En 2020 en la diócesis existían 33 parroquias.

## Historia
La diócesis fue erigida el 3 de diciembre de 1984 con la bula In gravissimis muneris del papa Juan Pablo II, obteniendo el territorio de la diócesis de Ajmer y Jaipur (hoy dividida en la diócesis de Ajmer y la diócesis de Jaipur).
El 25 de marzo de 2002 cedió una parte de su territorio para la erección de la diócesis de Jhabua mediante la bula Ecclesiae universae del papa Juan Pablo II.

## Estadísticas
Según el Anuario Pontificio 2021 la diócesis tenía a fines de 2020 un total de 24 355 fieles bautizados.
| Año                                                                             | Población            | Población  | Población      | Sacerdotes | Sacerdotes    | Sacerdotes    | Bautizados por sacerdote | Diáconos permanentes | Religiosos | Religiosos | Parroquias |
| Año                                                                             | Bautizados católicos | Total      | % de católicos | Total      | Clero secular | Clero regular | Bautizados por sacerdote | Diáconos permanentes | Varones    | Mujeres    | Parroquias |
| ------------------------------------------------------------------------------- | -------------------- | ---------- | -------------- | ---------- | ------------- | ------------- | ------------------------ | -------------------- | ---------- | ---------- | ---------- |
| 1990                                                                            | 25 796               | 6 725 000  | 0.4            | 42         | 35            | 7             | 614                      |                      | 10         | 200        | 22         |
| 1999                                                                            | 34 691               | 7 039 450  | 0.5            | 54         | 39            | 15            | 642                      |                      | 16         | 231        | 28         |
| 2000                                                                            | 33 039               | 7 544 450  | 0.4            | 48         | 39            | 9             | 688                      |                      | 10         | 236        | 27         |
| 2001                                                                            | 36 018               | 7 645 450  | 0.5            | 51         | 39            | 12            | 706                      |                      | 12         | 219        | 31         |
| 2002                                                                            | 22 616               | 7 525 450  | 0.3            | 47         | 35            | 12            | 481                      |                      | 18         | 174        | 16         |
| 2003                                                                            | 19 540               | 7 500 000  | 0.3            | 48         | 38            | 10            | 407                      |                      | 10         | 184        | 17         |
| 2004                                                                            | 19 914               | 7 500 000  | 0.3            | 56         | 44            | 12            | 355                      |                      | 12         | 204        | 28         |
| 2010                                                                            | 23 867               | 8 112 000  | 0.3            | 68         | 51            | 17            | 350                      |                      | 18         | 209        | 30         |
| 2014                                                                            | 25 000               | 8 674 000  | 0.3            | 67         | 55            | 12            | 373                      |                      | 12         | 197        | 50         |
| 2017                                                                            | 22 722               | 19 606 380 | 0.1            | 72         | 56            | 16            | 315                      |                      | 22         | 245        | 32         |
| 2020                                                                            | 24 355               | 11 740 000 | 0.2            | 72         | 54            | 18            | 338                      |                      | 24         | 229        | 33         |
| Fuente: Catholic-Hierarchy, que a su vez toma los datos del Anuario Pontificio. |                      |            |                |            |               |               |                          |                      |            |            |            |

## Episcopologio
- Joseph Pathalil † (3 de diciembre de 1984-21 de diciembre de 2012 retirado)
- Devprasad John Ganawa, S.V.D., desde el 21 de diciembre de 2012